# 공기 밀도
공기 밀도(density of air)는 지구 대기권의 단위부피 당 질량이다. 기압과 마찬가지로 공기 밀도는 고도가 올라갈수록 줄어든다. 기압, 온도, 습도 변화에 따라서도 변화한다. 101.325 kPa(abs)와 15 °C에서 공기는 약 1.225 kg/m3의 밀도를 보인다.
사용되는 측정 기구에 따라 각기 다른 공기 밀도 계산 등식들이 적용될 수 있다. 공기는 기체들의 혼합물이며 계산은 혼합물의 특성을 어느 정도까지는 늘 단순화시킨다.

## 건조 공기
건조 공기의 밀도는 기온과 기압의 함수로 표현되는 이상기체 법칙을 이용하여 계산할 수 있다.
{\displaystyle \rho ={\frac {p}{R_{\text{specific}}T}}}
{\displaystyle \rho }: 공기 밀도 (kg/m3)
{\displaystyle p}: 절대 압력 (Pa)
{\displaystyle T}: 절대 온도 (K)
{\displaystyle R_{\text{specific}}}: 건조 공기의 기체 상수 (J/kg·K).

## 눅눅한 공기
눅눅한 공기의 밀도는 다음으로 구할 수 있다.
{\displaystyle \rho _{\text{humid air}}={\frac {p_{\text{d}}}{R_{\text{d}}T}}+{\frac {p_{\text{v}}}{R_{\text{v}}T}}={\frac {p_{\text{d}}M_{\text{d}}+p_{\text{v}}M_{\text{v}}}{RT}}}  
{\displaystyle \rho _{\text{humid air}}}: 눅눅한 공기 밀도 (kg/m3)
{\displaystyle p_{\text{d}}}: 건조 공기의 부분 압력 (Pa)
{\displaystyle R_{\text{d}}}: 건조 공기의 기체 상수, 287.058 J/(kg·K)
{\displaystyle T}: 온도 (K)
{\displaystyle p_{\text{v}}}: 수증기 압력 (Pa)
{\displaystyle R_{\text{v}}}: 수증기의 기체 상수, 461.495 J/(kg·K)
{\displaystyle M_{\text{d}}}: 건조 공기의 몰 질량, 0.0289652 kg/mol
{\displaystyle M_{\text{v}}}: 수증기의 몰 질량, 0.018016 kg/mol
{\displaystyle R}: 기체 상수, 8.31446 J/(K·mol)

## 같이 보기
- 지구 대기권
- 밀도
- 국제 표준 대기